# Carlisle (Oklahoma)
Carlisle – jednostka osadnicza w Stanach Zjednoczonych, w stanie Oklahoma, w hrabstwie Sequoyah.